# Microphyes minima
Microphyes minima är en nejlikväxtart som först beskrevs av John Miers och Luigi Aloysius Colla, och fick sitt nu gällande namn av John Isaac Briquet. Microphyes minima ingår i släktet Microphyes och familjen nejlikväxter. Inga underarter finns listade i Catalogue of Life.